# Versöhnungskirche
De Versöhnungskirche (Verzoeningskerk) was een evangelisch-lutherse kerk in de Bernauer Straße 4 in de Berlijnse wijk Mitte. De kerk werd in 1892 gebouwd en in 1985 op bevel van het DDR-regime opgeblazen.

## Architectuur
Het kerkgebouw uit rode baksteen werd in neogotische stijl gebouwd. De kerktoren, die 75 meter hoog was, had een vierkant grondvlak en was voorzien een tentdak met een achthoekig grondvlak. Het schip van de kerk vormde ook een octogoon en had een gewelf zonder extra pilaren. Hierdoor hadden alle kerkgangers een goed zicht op het altaar. In de kerk konden 1000 kerkgangers een plaats vinden. De kerk werd vanaf 1892 gebouwd naar een ontwerp van architect Gotthilf Ludwig Möckel.

## Geschiedenis
De kerk, die gesticht was met de hulp van keizerin Augusta Victoria, werd op 28 augustus 1894 ingewijd. Aan het eind van de jaren twintig had de kerk 20.000 gemeenteleden en drie predikanten.
Tijdens de Tweede Wereldoorlog werd de kerk zwaar beschadigd. In 1950 was de kerk hersteld en werd tot 1961 gebruikt. De kerk lag in de Sovjet-sector van Berlijn op de grens met de Franse sector. De gemeente strekte zich aan beide kanten van de sectorengrens uit. Het ledental was na de oorlog teruggelopen tot ongeveer een derde van de vooroorlogse omvang.

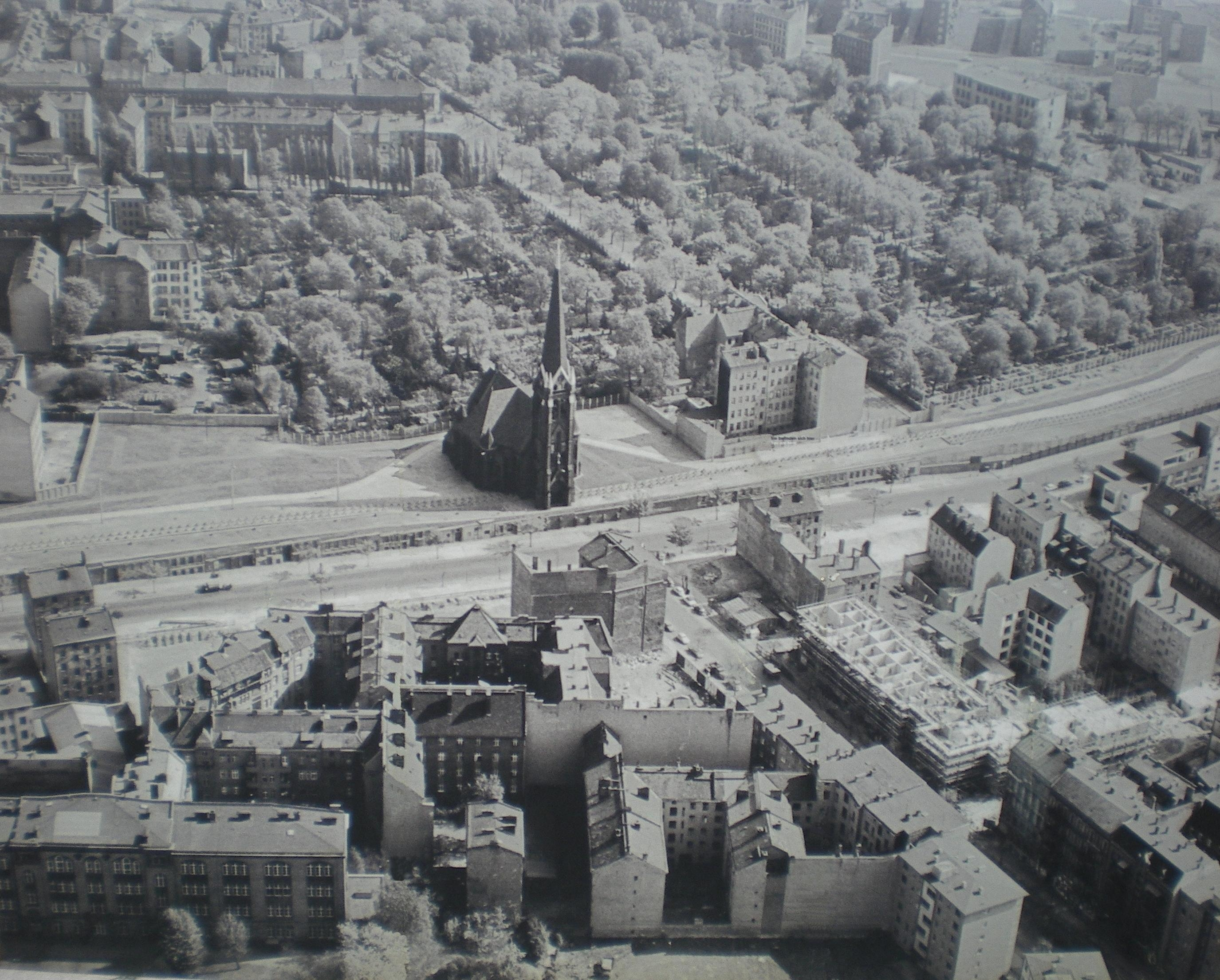
De kerk binnen de Todesstreifen van de Berlijnse Muur (1980)

Door de bouw van de Berlijnse Muur op 13 augustus 1961 werd de kerk zwaar getroffen. Op 20 augustus werd de westelijke toegang via het hoofdportaal door een vier meter hoge muur afgesloten. De West-Berlijnse gemeenteleden konden hun kerk nu niet meer bezoeken. Op 23 oktober 1961 werd de kerk ook voor Oost-Berlijnse gemeenteleden gesloten en mocht door niemand meer bezocht worden. De kerk bevond zich nu in de Todesstreifen: wie daar zonder toestemming kwam werd door de DDR-grenstroepen beschoten. De kerktoren werd door de grenstroepen als wachttoren gebruikt en had een machinegeweerpost. De Ministerraad van de DDR besloot later tot het slopen van de kerk. Op 22 januari 1985 werd de kerk opgeblazen en zes dagen later de kerktoren.
Na die Wende kreeg de evangelische Versöhnungsgemeente het stuk grond terug. Op de fundamenten van de oude kerk werd een nieuwe Kapelle der Versöhnung (Verzoeningskapel) gebouwd. Deze werd op 9 november 2000, precies 11 jaar na de val van de Berlijnse muur ingewijd. De klokken van de oude kerk staan nu in een steigerconstructie voor de nieuwe kapel. Ook het zwaar beschadigde altaar en het kruis van de oude kerktoren hebben een plaats in de nieuwe kapel gevonden. De resten van de oude kerk staan onder monumentenzorg.

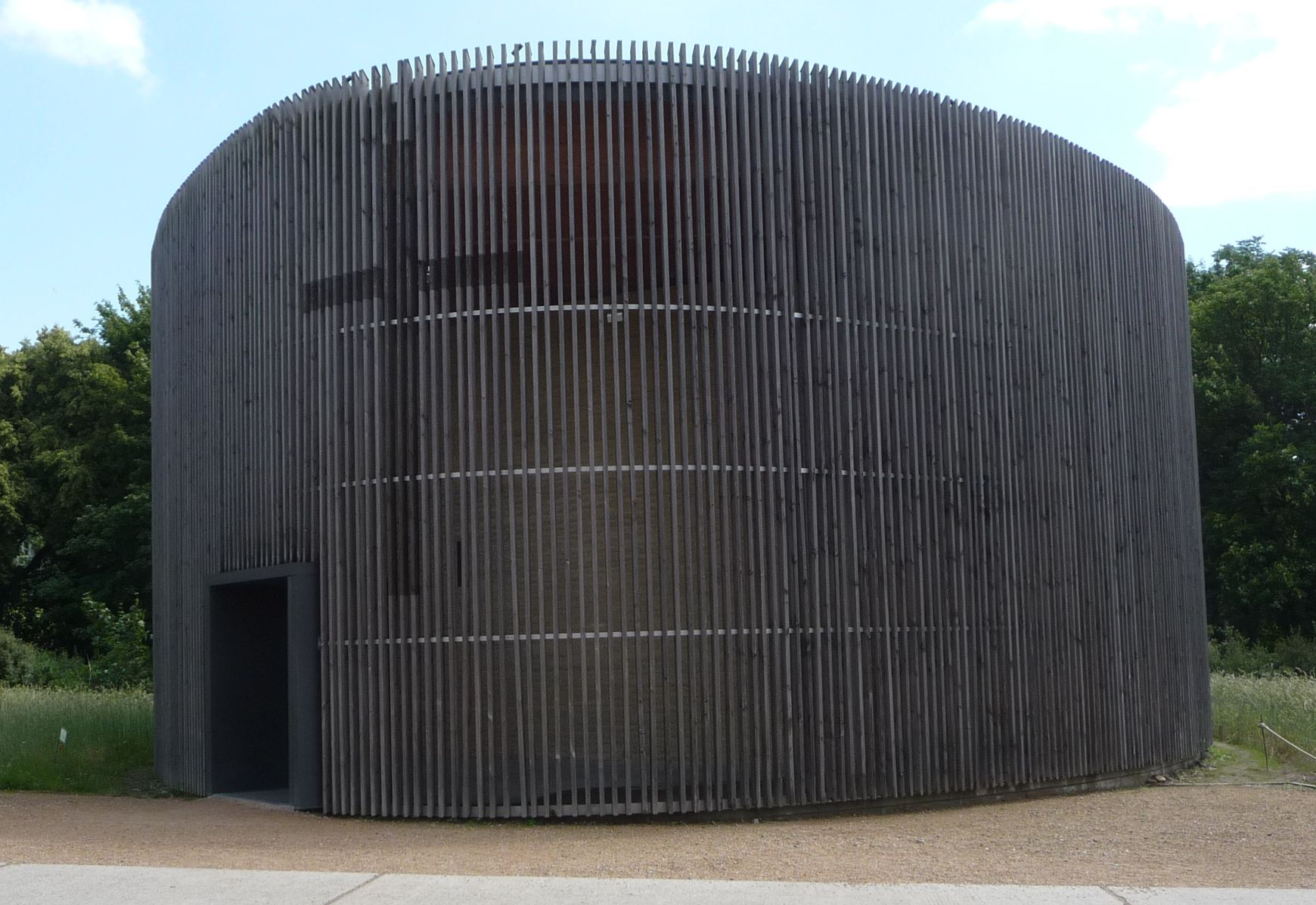
Kapelle der Versöhnung